# CA All Boys
Club Atlético All Boys – argentyński klub piłkarski z siedzibą w Buenos Aires, w dzielnicy Floresta.

## Osiągnięcia
- Primera Amateur: 1946
- Mistrz trzeciej ligi: 1950 (Primera C), 1992/1993, 2007/2008 (Primera B Metropolitana)
- Mistrz drugiej ligi (Primera B): 1972,

## Historia
Klub założony został 15 marca 1913 roku. Nazwa All Boys odzwierciedla młody wiek założycieli klubu. Klub zapoczątkował modę na angielskie nazwy klubów argentyńskich, wśród nich Newell’s Old Boys, Boca Juniors, River Plate i Racing Club.
Klub All Boys grał w pierwszej lidze jedynie w okresie 1973–1980. Wcześniej i później występował w niższych ligach. Obecnie gra w najwyższej klasie rozgrywkowej Primera Division

## Stadion
Stadionem klubu jest Estadio Islas Malvinas, położony w okolicach Monte Castro w mieście Buenos Aires. Jego pojemność wynosi 21000 widzów.